# Primera División de Costa Rica 1924
Die Saison 1924 war die 4. Spielzeit der Primera División de Costa Rica, der höchsten costa-ricanischen Fußballliga. Es nahmen sieben Mannschaften teil. CS Herediano gewann seinen 3. Meistertitel.

## Austragungsmodus
- Die sieben teilnehmenden Teams spielten in einer Einfachrunde (Hin- und Rückspiel) im Modus Jeder gegen Jeden den Meister aus.

## Abschlusstabelle
| Pl.             | Verein            | Sp. | S | U | N  | Tore    | Diff. | Punkte |
| --------------- | ----------------- | --- | - | - | -- | ------- | ----- | ------ |
| 1.              | CS Herediano      | 12  | 9 | 2 | 1  | 028:110 | +17   | 20     |
| 2.              | CS Cartaginés (M) | 12  | 8 | 1 | 3  | 029:140 | +15   | 17     |
| 3.              | CS La Libertad    | 12  | 7 | 2 | 3  | 020:100 | +10   | 16     |
| 4.              | SG Española       | 12  | 6 | 4 | 2  | 022:180 | +4    | 16     |
| 5.              | CS Costa Rica (N) | 12  | 3 | 1 | 8  | 013:260 | −13   | 07     |
| 6.              | LD Alajuelense    | 12  | 2 | 1 | 9  | 016:300 | −14   | 05     |
| 7.              | CS Progreso       | 12  | 1 | 1 | 10 | 008:270 | −19   | 03     |
| Stand: Endstand |                   |     |   |   |    |         |       |        |